# Elecciones presidenciales de Kenia de 2017
Las elecciones presidenciales fueron realizadas en Kenia el 26 de octubre de 2017 luego de la anulación de los resultados presidenciales realizados en agosto del mismo año. El 10 de octubre de 2017, Odinga anunció su decisión de retirarse de esta segunda elección, citando preocupaciones con el IEBC y las deserciones de su coalición. Pese a su retiro, su nombre seguía en la boleta electoral al no formalizar su renuncia en el IEBC. El presidente en funciones Uhuru Kenyatta fue ratificado en el cargo sin oposición real en esta elección.

## Sistema electoral
El Presidente de Kenia es elegido usando una versión modificada del sistema de dos rondas: para ganar en la primera ronda, un candidato debe recibir más del 50% de los votos y el 25% de los votos en al menos 24 de los 47 condados.

## Resultados
| Candidato                          | Partido/Coalición                  | Votos      | %     |
| ---------------------------------- | ---------------------------------- | ---------- | ----- |
| Uhuru Kenyatta                     | Partido Júbilo de Kenia            | 7.483.895  | 98,26 |
| Raila Odinga                       | Super Alianza Nacional             | 73.228     | 0,96  |
| Ekuru Aukot                        | Alianza Tercera Vía de Kenia       | 21.333     | 0,28  |
| Abduba Dida                        | Alianza por el Cambio Verdadero    | 14.107     | 0,19  |
| Japheth Kaluyu                     | Independiente                      | 8.261      | 0,11  |
| Michael Wainaina                   | Independiente                      | 6.007      | 0,08  |
| Joseph Nyagah                      | Independiente                      | 5.554      | 0,07  |
| Cyrus Jirongo                      | Partido Democrático Unido          | 3.832      | 0,05  |
| Votos inválidos                    | Votos inválidos                    | 37.713     | –     |
| Total                              | Total                              | 7.616.217  | 100   |
| Votantes registrados/participación | Votantes registrados/participación | 19.743.716 | 38.84 |
| Fuente: IEBC                       |                                    |            |       |